# Decretum laudis
O decretum laudis ("Decreto de louvor, alegria" em latim) é a medida oficial pela qual a Santa Sé reconhece uma determinada instituição religiosa (institutos de vida consagrada e sociedades de vida apostólica) como sendo de direito pontifício.
Quando o decreto é publicado na forma de uma constituição apostólica, ele acaba sendo referido como um breve de louvor. 